# ナディア・リム
ナディア・リム（英: Nadia Lim、1985年12月21日 - ）はニュージーランドのセレブリティ・シェフ、料理番組司会者、タレント、作家(フードライター）、フードスタイリスト。著書「The Good Food Cook」や、現役の臨床栄養士の立場から提唱した、健康面重視のヘルシーかつ栄養価のあるレシピを生み出した事で有名である。

## 生い立ち
1985年12月21日に、マレーシア系中国人のケン・リム（Ken Lim、父親）とニュージーランド人のジュリー・リム（Julie Lim、母親）との間の子として、オークランドで生まれた。6歳の時にクアラルンプールに移住し、1998年（12歳～13歳）までそこで暮らした。幼少期に2つの異なる文化を持つ国で生活した事が、ナディアのアジア料理とヨーロッパ料理を融合させたクッキングスタイルを確立させたのである。

## キャリア初期
2008年にオタゴ大学で、人間栄養学の応用科学の学位及び栄養学の修士を修了した。2008年11月より臨床栄養士、とりわけ糖尿病専門の栄養士として、オークランドの保健所で勤務。彼女が考案したレシピは、カロリーを節度に抑え、本物の材料を使用している事に特徴付けられる。ナディアは、糖尿病患者と接し、栄養学を理解した事がこうしたレシピにつながったと信じている。

## テレビ出演
2011年にニュージーランドのTV Oneで放送された料理バラエティ番組『MasterChef New Zealand』で2代目のマスターシェフの座に輝いた。
2014年よりアジアフードチャンネルで料理番組『New Zealand with Nadia Lim』が放送開始。8部のシリーズが予定されている。この番組はアジア14カ国でプライムタイムに放送され、13億人もの視聴者がいる計算になる。この番組の放送によって、ニュージーランド料理や文化をアジアの視聴者に広める事に成功した。2014年8月よりスカパー!で、2014年11月からは地元・ニュージーランドのTV Oneでも放送が開始された。日本でも2015年7月5日よりDlifeで放送されている（毎週日曜日15:00 - 15:30、番組名は『ナディア・クッキング in ニュージーランド』）。
また、2014年よりTV Oneの料理バラエティ番組『My Kitchen Rules New Zealand』で、第1シリーズからゲスト審査員を務めている。

## 著書
2012年に、ランダム・ハウス社（Random House）より最初の著書『Nadia's Kitchen』を刊行した。この本は、彼女のヘルシーなオリジナルレシピが中心だった。
翌2013年に2冊目の著書『Nadia Lim's Good Food Cookbook』を出版。この本は2014年のInternational Gourmand Cookbook of the Year awards（ベストテレビシェフ部門）で次点に輝いた。
| タイトル                       | 刊行年 | ISBN               |
| ------------------------------ | ------ | ------------------ |
| Nadia's Kitchen                | 2012   | ISBN 9781869799113 |
| Nadia Lim's Good Food Cookbook | 2013   | ISBN 9781775535065 |
| Easy Week Night Meals          | 2015   | ISBN 9781877505492 |

## フードバッグ社
ナディアは、健康食材の宅配ビジネスであるフードバッグ社の創業者でもある。このサービスはニュージーランド及びオーストラリアで、顧客にレシピと新鮮な食材を配達するのに使用されている。2013年にはセシリアとジェームス・ロビンソンが、ナディアと彼女の夫であるカルロス・バーギー，EXテレコンのCEOのテレサ・ガットゥングと一緒に、このサービスを開始した。サーチ&サーチ社のCEO、ケビン・ロバーツは2015年3月にフードバッグ社の責任者に任命された。
2014年8月よりシドニーでも採用されている。

## チャリティ活動
ナディアはニュージーランドのチャリティ活動にも熱心で、ニュージーランドの糖尿病，心臓病，視覚障害者，癌，ホスピスの協会にヘルシーな食生活を推進する活動もしている。